# Muhammad Hasan Khan
Muhammad Hasan Khan fou un kan dels qadjars, fill de Fath Ali Khan.

## Biografia
A la mort del seu pare el 1726, amenaçat per Nàdir-Xah Afxar i Muhammad Husayn Khan Develu, que havia esdevingut governador d'Astarabad, va fugir a l'estepa. El 8 de març de 1736 Abbas III fou deposat i el mateix Nadir Khan es va proclamar rei amb el nom de Nàdir-Xah Afxar, liquidant la dinastia safàvida i establint la dinastia afxàrida, iniciant una sèrie de conquestes cap a l'est i derrotant l'Imperi Mogol a la batalla de Karnal el 1739.
Mentre Muhammad Hasan Khan va reunir una tropa de turcmans yamut i qadjars i el gener del 1744 es va apoderar d'Astarabad. Nadir va enviar contra Muhammad Hasan a Bihbud Khan, sardar de l'Atak; la batalla lliurada a l'est d'Astarabad, va tenir un avantatge inicial del qadjar però després part de les seves tropes es va passar al seu rival i va haver de fugir. El 1745 Muhammad Hasan era a Coràsmia amb forces yamut, i Bihbud Khan fou enviat altra vegada contra ell (junt amb Ali Kuli Khan Afshar, nebot de Nadir Shah) i fou derrotat.

### Lluita pel poder
Quan Nàdir-Xah Afxar va morir el 1747, el govern afxàrida al Khorasan es va ensorrar, i Àhmad Xah Durrani va prendre el poder creant l'Imperi Durrani pashtun que s'estendrà des de la meitat oriental de l'Iran fins al nord de l'Índia deixant un buit a l'altra meitat occidental de l'Iran actual on va esclatar la guerra entre Karim Khan Zand des d'Esfahan i Muhammad Hasan Khan des d'Astarabad per la sobirania sobre la part occidental de l'antic imperi de Nàdir-Xah.
El nou xa Adel Shah Afshar va capturar al jove Agha Muhammad, fill de Muhammad Hasan, de 12 o 16 anys, i el va fer castrar. El 1748 Muhammad Hasan va donar suport al xa Ismail Shahrukh proclamat a Mashad l'1 d'octubre de 1748, i vers el 1749 fou nomenat governador d'Astarabad i el Gurgan i cap de totes les tribus qadjars pel xa Sulayman II de Pèrsia, en la breu restauració safàvida al Khurasan (regent el 17 de desembre de 1749, xa del 13 de gener de 1750 a 26 de gener de 1750). A la deposició de Sulayman II va esdevenir virtualment independent a Astarabad i va estendre el seu domini a Mazanderan i Gilan.
El 1751 va anar a Kermansah per donar suport a Ali Mardan Khan Bakhtiyari, però quan va saber que aquest havia estat derrotat per Karim Khan Zand va retornar a Astarabad; Karim Khan el va perseguir cap a Gilan i Mazanderan fins a Astarabad on el va assetjar, però fou rebutjat mercès a reforços enviats pels yamuts i els guklan. Per causes desconegudes va obtenir el suport del xa titella safàvida Ismail III de Pèrsia que havia estat proclamat per Karim Khan Zand.
El 1754/1755 Ahmad Shah Durrani que s'havia apoderat de Mashad, va entrar al nord de Pèrsia però Muhammad Hasan el va derrotar a prop de Sabzawar (estiu de 1756); Muhammad Hasan va ocupar Qazwin, va restaurar el seu domini sobre Gilan i va avançar cap a Esfahan el 1756, derrotant per segona vegada a Karim Khan Zand que es va retirar cap a Siraz. Però llavors Muhammad Hasan es va haver de retirar cap al nord, perquè les seves possessions al sud de la mar Càspia (Gilan i Mazanderan) eren atacades per Azad Khan Afgan, senyor de l'Azerbaidjan; va derrotar l'invasor a Lahidjan (hivern del 1756) i va entrar a l'Azerbaidjan derrotant decisivament a Azad Khan prop d'Urmiyya l'estiu del 1757 i prenent Tabriz sense oposició.
La primavera del 1758 va avançar cap a Karabagh que va dominar al mateix temps que Mughan i tot l'Arran; els kans de les subtribus qadjars de l'Arran, li van donar suport. Va deixar com a governador de Tabriz al seu fill Agha Muhammad(futur xa, que tenia 22 o 26 anys) i va retornar a Mazanderan on va reunir forces i va sortir cap a Esfahan on va assetjar a Karim Khan Zand, però va tenir dificultats d'aprovisionament i van perdre part del bestiar en atacs de l'enemic; les lluites faccionals entre qadjars (fraccions dels ashakabash i els yukharibash) es va reprendre a l'estiu; alguns qadjars van desertar, es van produir desordres i finalment l'exèrcit es va dispersar. Entremig Muhammad Husayn Khan Develu va aprofitar l'absència de Muhammad Hasan d'Astarabad per sortir d'Esfahan i recuperar aquesta ciutat. Muhammad Hasan a la seva tornada, el va foragitar d'Astarabad, i Develu es va retirar a Damghan on fou assetjat pel qadjar. Karim Khan Zand va aprofitar aquestes lluites i va enviar un exèrcit manat per Shaykh Ali Khan Zand al Mazanderan, que se li va sotmetre; Muhammad Hasan va abandonar el setge de Damghan i va anar al Mazanderan, però nous enfrontaments entre els seus turcmans el van obligar a retornar a Astarabad. Muhammad Husayn Khan Develu es va aliar a Shaykh Ali Khan Zand i a Karim Khan Zand, i junts van avançar cap a Astarabad. La batalla decisiva es va lliurar a prop de la ciutat i Karim Khan i els seus aliats van obtenir la victòria i Muhammad Hasan en la seva fugida va morir assassinat per Mohammad Khan de Savadkuh. Muhammad Khan Qoyunlu que Muhammad Hasan havia deixat com a governador d'Astarabad, va fugir junt amb Agha Muhammad Khan, el germà d'aquest Husayn Kuli Khan i altres membre de la família dirigent qajar, i es van refugiar a l'estepa de Gurgan. Muhammad Husayn Khan Develu fou restaurat com a governador d'Astarabad. Amb la mort del seu pare, Agha Muhammad, eunuc, no podia ser el cap de la tribu, i es nomenà Husayn Kuli Khan. Muhammad Khan Qoyunlu que Muhammad Hasan havia deixat com a governador d'Astarabad, va fugir junt amb Agha Muhammad, Husayn Kuli Khan i altres membre de la família dirigent qadjar, i es van refugiar a l'estepa de Gurgan. Muhammad Husayn Khan Develu fou restaurat com a governador d'Astarabad.